# Bahnstrecke Fährkrug–Fürstenwerder
| Bahnhof Fürstenwerder mit Güterschuppen, Straßenseite |                         |                                   |                                   |
| Kursbuchstrecke: | 108c (1934) 121b (1944) |                                   |                                   |
| Spurweite: | 1435 mm (Normalspur)    |                                   |                                   |
| Maximale Neigung: | 1 ‰                     |                                   |                                   |
| Minimaler Radius: | 300 m                   |                                   |                                   |
| |                         |                                   |                                   |
| \| \| \| von Löwenberg \| \| \| \| 82,3 \| Templin-Fährkrug früher: Fährkrug \| Templin-Fährkrug früher: Fährkrug \| \| \| \| nach Prenzlau \| \| \| \| 84,9 \| Knehden \| Knehden \| \| \| 87,9 \| Metzelthin (Kr Templin) \| Metzelthin (Kr Templin) \| \| \| 91,5 \| Warthe \| Warthe \| \| \| 98,7 \| Hardenbeck \| Hardenbeck \| \| \| 103,0 \| Krewitz \| Krewitz \| \| \| 107,3 \| Weggun-Arendsee \| Weggun-Arendsee \| \| \| 110,0 \| Parmen \| Parmen \| \| \| 114,1 \| Fürstenwerder Reichsb \| Fürstenwerder Reichsb \| |                         |                                   |                                   |
| Strecke (außer Betrieb) |                         | von Löwenberg                     | von Löwenberg                     |
| Bahnhof (Strecke außer Betrieb) | 82,3                    | Templin-Fährkrug früher: Fährkrug | Templin-Fährkrug früher: Fährkrug |
| Abzweig geradeaus und nach rechts (Strecke außer Betrieb) |                         | nach Prenzlau                     | nach Prenzlau                     |
| Bahnhof (Strecke außer Betrieb) | 84,9                    | Knehden                           | Knehden                           |
| Bahnhof (Strecke außer Betrieb) | 87,9                    | Metzelthin (Kr Templin)           | Metzelthin (Kr Templin)           |
| Bahnhof (Strecke außer Betrieb) | 91,5                    | Warthe                            | Warthe                            |
| Bahnhof (Strecke außer Betrieb) | 98,7                    | Hardenbeck                        | Hardenbeck                        |
| Bahnhof (Strecke außer Betrieb) | 103,0                   | Krewitz                           | Krewitz                           |
| Bahnhof (Strecke außer Betrieb) | 107,3                   | Weggun-Arendsee                   | Weggun-Arendsee                   |
| Bahnhof (Strecke außer Betrieb) | 110,0                   | Parmen                            | Parmen                            |
| Kopfbahnhof Streckenende (Strecke außer Betrieb) | 114,1                   | Fürstenwerder Reichsb             | Fürstenwerder Reichsb             |

Die Bahnstrecke Fährkrug–Fürstenwerder war eine eingleisige Nebenbahn in Brandenburg. Ursprünglich sollte die Strecke weiter bis Strasburg führen. Sie war nur etwas mehr als drei Jahrzehnte in Betrieb und wurde nach dem Zweiten Weltkrieg abgebaut.

## Geschichte

Bahnhof Fürstenwerder zu Zeiten seiner Eröffnung 1913

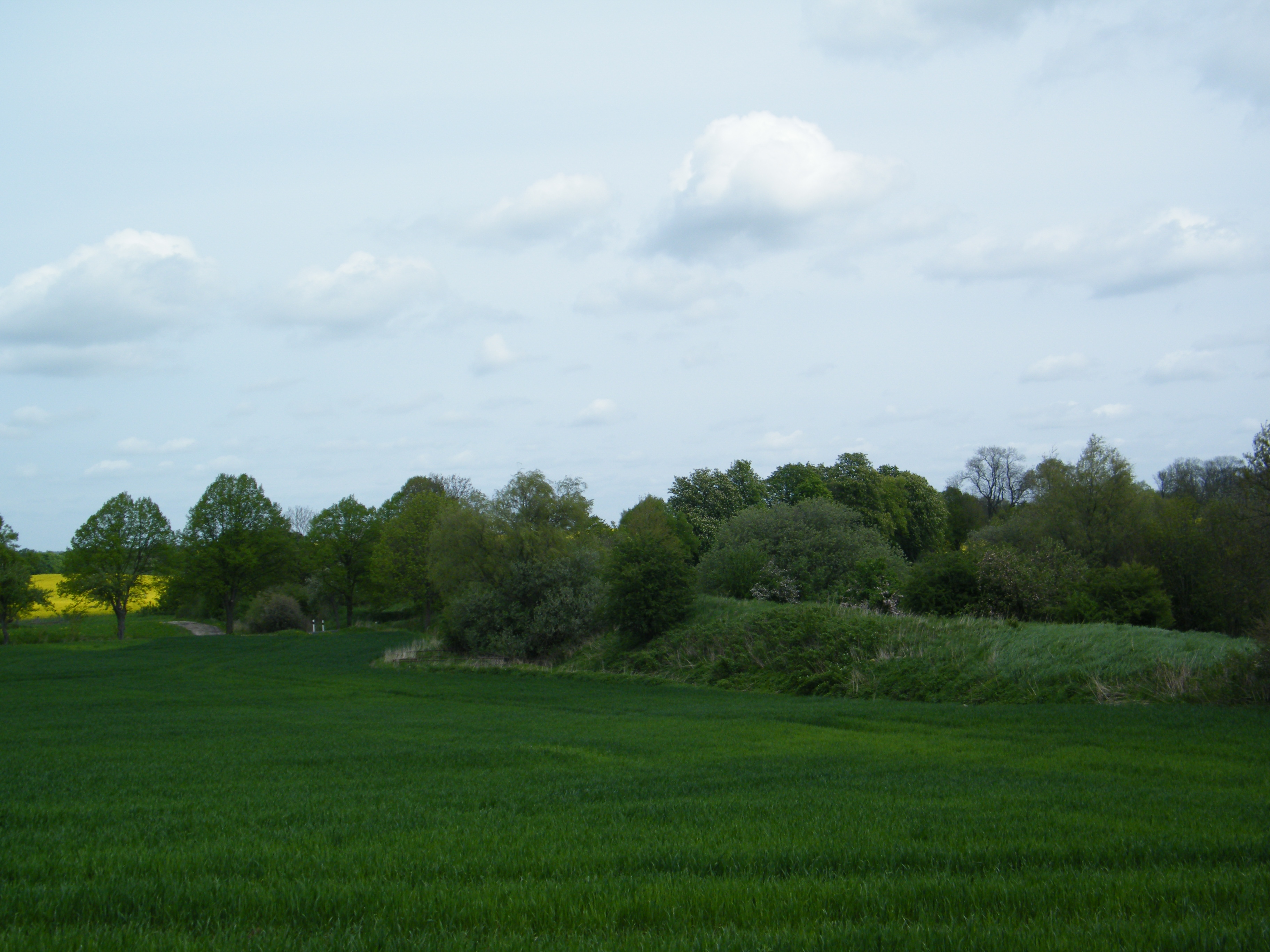
Damm nördlich des Bahnhofs Fürstenwerder

Anfang des 20. Jahrhunderts gab es Bestrebungen, eine Nord-Süd-Verbindung in der westlichen Uckermark zwischen den Städten Templin und Strasburg über Fürstenwerder zu schaffen. Seit 1902 war die Region nur durch eine Stichstrecke  von Dedelow bei Prenzlau nach Fürstenwerder der Prenzlauer Kreisbahnen erschlossen. Da die Strecke vor Strasburg ein kurzes Stück durch das Herzogtum Mecklenburg-Strelitz verlaufen sollte, wurde 1912 ein Staatsvertrag zwischen Preußen und Mecklenburg-Strelitz zum Streckenbau abgeschlossen. Am 15. August 1913 eröffnete die Preußische Staatsbahn die Strecke bis Fürstenwerder, der Weiterbau bis Strasburg war vorgesehen und im Kursbuch angekündigt. Durch den Ersten Weltkrieg kam es nicht zur Streckenverlängerung. Erneut wurde Ende der 1920er Jahre der Weiterbau bis Strasburg im Kursbuch angekündigt, ebenfalls kam es nicht dazu. Erste Erdarbeiten für die Streckenverlängerung waren in den 1920er Jahren begonnen worden, ein Stück Damm nördlich des Staatsbahnhofs Fürstenwerder ist erhalten geblieben. Ebenfalls gab es Arbeiten für eine Verbindungskurve an die Kreisbahnstrecke, von der einige Baureste, wie eine Grabenüberführung erhalten sind.
Nach Ende des Zweiten Weltkriegs wurde die Strecke als Reparationsleistung an die Sowjetunion abgebaut.
Die Strecke hatte stets nur lokale Bedeutung. 1914 verkehrten vier Zugpaare, 1929 waren es drei.
1939 verkehrten wieder vier Zugpaare auf der Gesamtstrecke, hinzu kam ein Paar sonntags abends bis Hardenbeck. Alle Züge begannen und endeten stets im Bahnhof Templin.

## Streckenverlauf

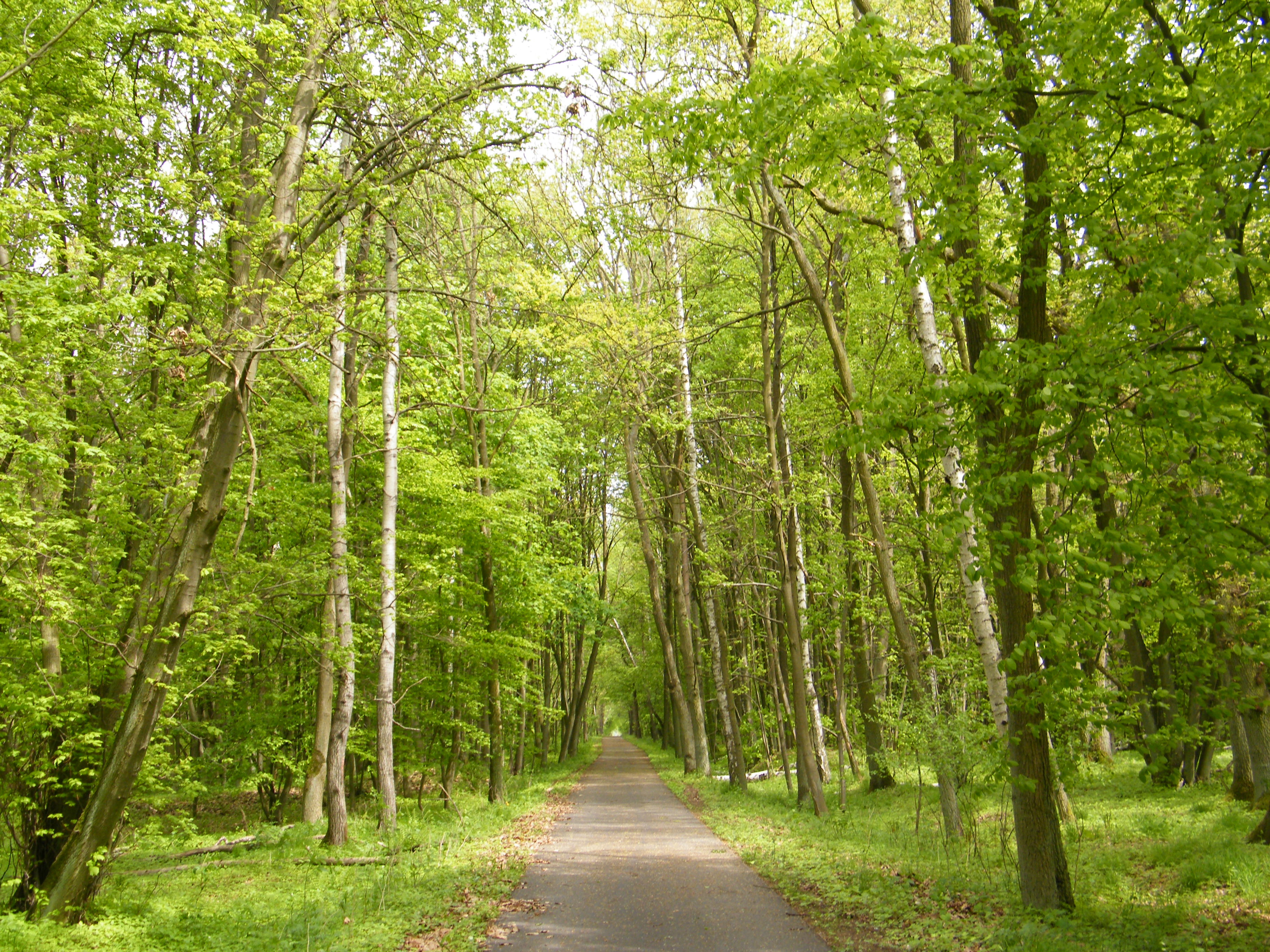
Trasse im Wald bei Weggun, heute Radweg

Die Strecke begann im Bahnhof Fährkrug (später Templin-Fährkrug) genannt. Bis dahin nutzten die Züge aus Templin die Strecke nach Prenzlau. Die Trasse verläuft im Wesentlichen in Süd-Nord-Richtung durch hügeliges, teilweise bewaldetes und seenreiches Gelände. 
Die Strecke endete im Reichsbahnhof Fürstenwerder im Südosten des Ortes, etwa 500 Meter südlich des Bahnhofs Fürstenwerder der Prenzlauer Kreisbahnen. Eine Verbindung zwischen beiden Strecken gab es nicht.
Wie bei einer Reihe preußischer Strecken üblich, wurden mehrere Zweigstrecken gemeinsam kilometriert. Der Nullpunkt der Streckenkilometerierung lag in Berlin, danach folgte sie der Berliner Nordbahn bis Löwenberg (Mark) und anschließend der Strecke Löwenberg–Prenzlau bis Fährkrug. Streckenbeginn war somit beim Kilometer 82,3 in Fährkrug.
Die geplante Verlängerungsstrecke zwischen Fürstenwerder und Strasburg sollte 18,4 Kilometer lang sein, Halte waren in Ottenhagen und Wolfshagen vorgesehen, 3,5 bzw. 7,4 Kilometer von Fürstenwerder entfernt.

## Heutige Situation

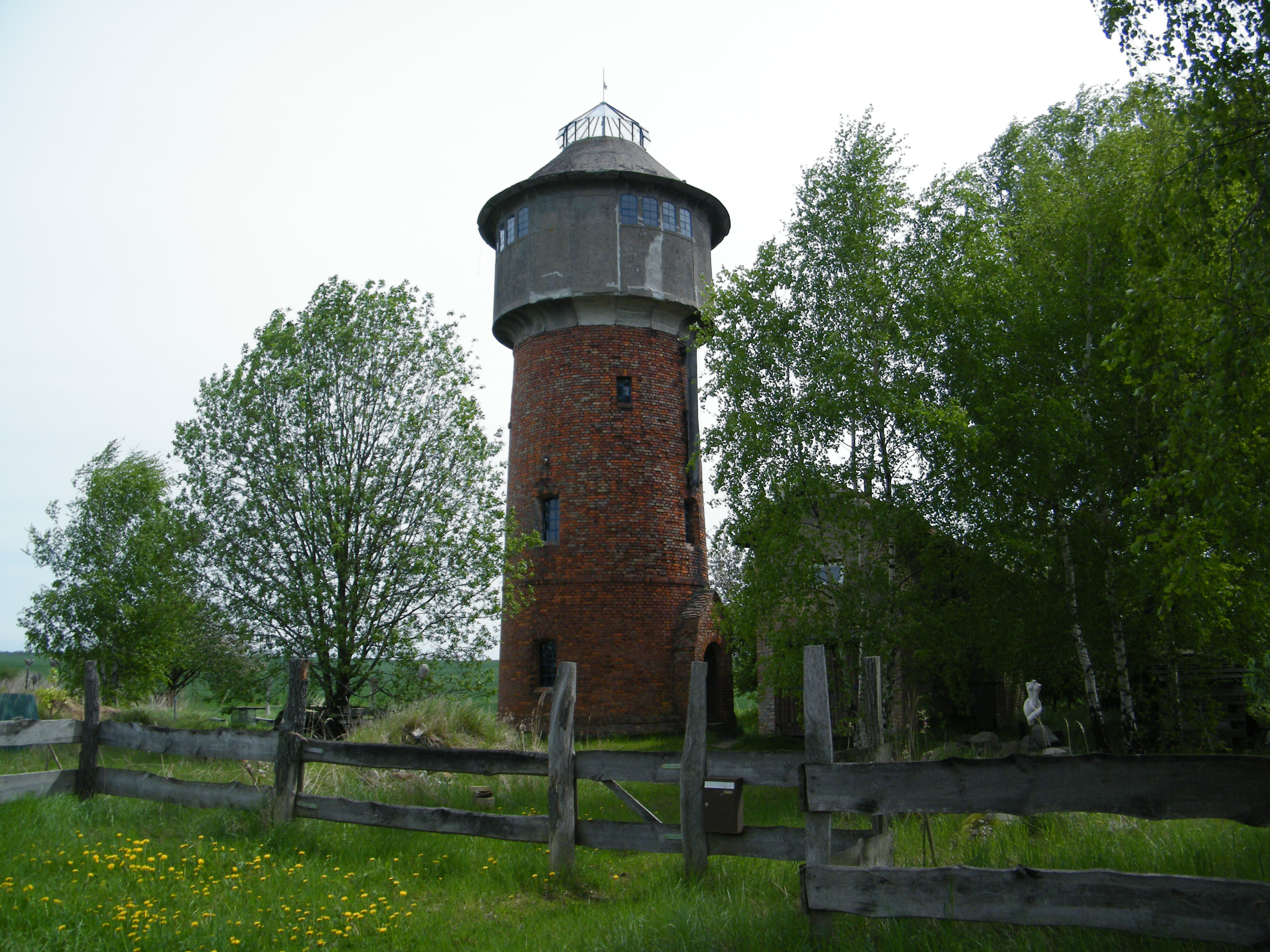
Wasserturm Hardenbeck

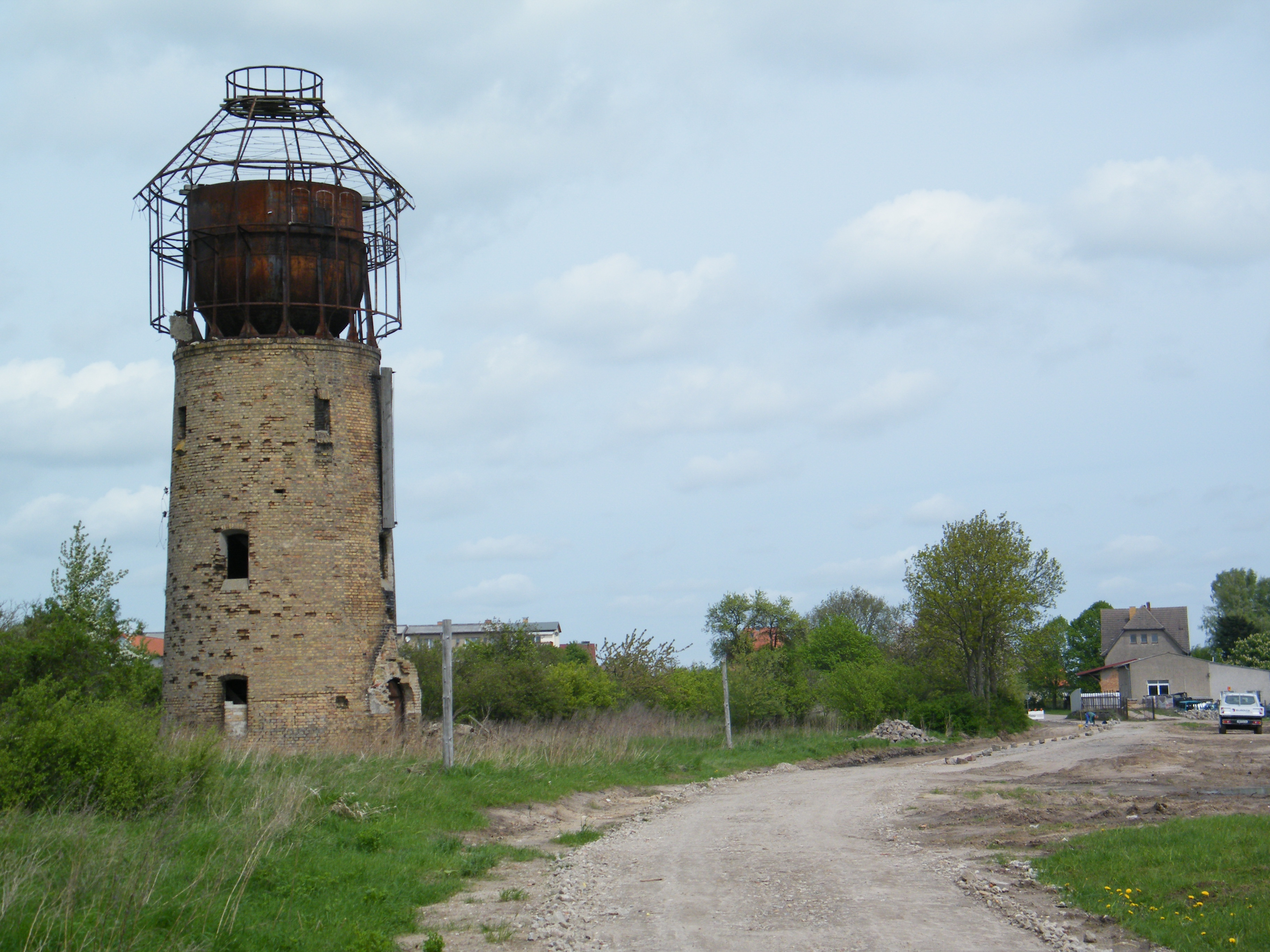
Trasse in Fürstenwerder mit Wasserturm und Bahnhofgebäude im Hintergrund

Die Strecke ist komplett abgebaut, die Trasse ist jedoch überall erkennbar. Auf den meisten Abschnitten verläuft ein Weg. Auf einigen Abschnitten, vor allem im Bereich Warthe und Weggun, ist er asphaltiert. Teilweise wird er von der Radroute Spur der Steine genutzt. Nördlich des Bahnhofs Fürstenwerder sind einige Dammreste für die geplante Streckenverlängerung erhalten. Die meisten Bahnhofsgebäude sind erhalten geblieben und werden überwiegend als Wohnhaus genutzt. Ebenfalls erhalten und privat genutzt ist der Wasserturm in Hardenbeck. Der Wasserturm in Fürstenwerder steht leer. 